# Isole Inian
Le Isole Inian sono un gruppo di piccole isole situate nel nord dell'Oceano Pacifico, all'imboccatura dello Stretto Icy. Amministrativamente fanno parte dell'Alaska (Stati Uniti). Insieme alle isole Pleasant e Lemesurier compongono l'area protetta nota come Pleasant/Lemusurier/Inian Islands Wilderness.

## Geografia
Le Isole Inian sono in tutto quattro, alle quali si aggiungono altri scogli e isolotti. Sono situate a nord dell'Isola di Chichagof, da cui le separa un tratto di mare di poco più di un chilometro. Il centro abitato più vicino è Elfin Cove, situato proprio sull'isola di Chichagof.
L'isola principale del gruppo ha un'area di circa 12,5 km² e, nel complesso, la superficie totale di tutte le isole è di poco superiore ai 15 km².

## Presenza dell'uomo sull'isola
Nella più grande delle Isole Inian ha sede un'organizzazione no profit denominata Inian Island Institutes che propone corsi di formazione rivolti a chi intende intraprendere una carriera in ambito ecologico-ambientale.